# سيسيل وليامز
سيسيل وليامز (بالإنجليزية: Cecil Williams)‏ هو سياسي بريطاني وجنوب أفريقي (وحمل سابقاً جنسية المملكة المتحدة لبريطانيا العظمى وأيرلندا)، ولد في 1909 في كورنوال في المملكة المتحدة، وتوفي في 1979. حزبياً، نشط في المؤتمر الوطني الأفريقي.